# Teodor Abel
Teodor Abel, także: Theodor Abel i Theodore Fred Abel (ur. 24 grudnia 1896 w Łodzi, zm. 23 marca 1988 w Albuquerque) – amerykański profesor socjologii na Uniwersytecie Columbia oraz publicysta, poeta i fabrykant.

## Życiorys
Teodor Abel urodził się w Łodzi jako syn Jadwigi z domu Lorenz i fabrykanta Fryderyka Abla, posiadającego przędzalnię i tkalnię przy ul. M. Kopernika 57/59 w Łodzi. Przed 1914 prowadził własną fabrykę przy ul. M. Kopernika 55. W 1914 ukończył gimnazjum, a w 1915 podjął współpracę z redakcją „Neue Lodzer Zeitung” na zaproszenie Aleksandra Milkera. Na łamach gazety publikował wiersze okolicznościowe i artykuły dotyczące życia społecznego i kulturalnego Łodzi. Opisywał również krajobrazy wiejskie okolic Łodzi. Swoje artykuły sygnował podpisem „Th.A.”. Poezja Abla łączyła w sobie tematykę świąteczną, m.in. Świąt Bożego Narodzenia oraz tematykę cierpienia i niesienia pokoju na świecie. W 1918 Abel przeprowadził się do Warszawy, gdzie studiował filozofię. Następnie uczestniczył w wojnie polsko-bolszewickiej, po której zamieszkał w Poznaniu, gdzie w latach 1921–1923 studiował socjologię pod opieką Floriana Znanieckiego.
W 1923 roku wyemigrował do USA, gdzie uzyskał dyplom magistra w 1925 i doktora w 1929 na Uniwersytecie Columbia. Od 1925 pracował jako docent socjologii Uniwersytetu Illinois w Urbanie.
W latach 1929–1950 wykładał na Uniwersytecie Columbia w Nowym Jorku jako profesor nadzwyczajny socjologii. W 1950 Został profesorem zwyczajnym socjologii w Hunter College przy City University of New York. Przeszedł na emeryturę w 1967.
Abel był członkiem i prezesem (w 1957) Eastern Sociological Society. Władał biegle językiem niemieckim, angielskim, rosyjskim i francuskim.
W swojej pracy naukowej zajmował się m.in. zagadnieniami obozów koncentracyjnych i nazizmu – badał życiorysy członków NSDAP. W 1934 wyjechał do Niemiec jako przedstawiciel Uniwersytetu Columbia. W Niemczech oferował nagrody członkom NSDAP za ich autobiografie uwzględniające przyczyny dołączenia do partii nazistowskiej. Abel otrzymał około 700 esejów od przedstawicieli różnych zawodów i warstw społecznych, w tym m.in. robotników, żołnierzy, antysemitów, przedstawicieli klasy średniej, rolników i urzędników.

### Życie prywatne
Żoną Teodora Abla była psycholog Theodora Mead Abel, którą poślubił w 1923. Para miała troje dzieci.

## Publikacje
- „Protestant Home Missions to Catholic Immigrants” (Protestanckie misje domowe dla katolickich imigrantów, 1933)
- „Why Hitler Came Power” (Dlaczego Hitler doszedł do władzy, 1938)
- „Freedom and Control in Modern Society” (Wolność i kontrola we współczesnym społeczeństwie, 1954)
- „Systematic Sociology in Germany” (Socjologia systematyczna w Niemczech, 1966)
- „The Nazi Movement” (Ruch nazistowski, 1967)
- „The Foundation of Sociological Theory” (Podstawa Teorii Socjologicznej, 1970)
- „Reflections of an Unorthodox Christian” (Refleksje nieortodoksyjnego chrześcijanina, 1986)[1].